# Семюел Белкін
Семюел Белкін (англ. Samuel Belkin; 12 грудня 1911, Свіслач, Білорусь — 19 квітня 1976, Бронкс, Нью-Йорк) найбільш відомий як другий президент університету «Єшива». Рабин і видатний дослідник Тори, серед його здобутків — керівництво університетом «Єшива» протягом періоду значного розширення.

## Біографія
Белкін народився в 1911 році в Свіслачі Російської імперії (нині Білорусь), навчався в єшивах Слоніма та Міру. Визнаний у молодому віці ілюїєм, генієм, він був висвячений на рабина у віці сімнадцяти років знаменитим Ізраелем Меїром Кааном (Хафец-Хаїм). Також деякий час він навчався в Мірі.
У дитинстві він намагався виїхати з Польщі після того, як у 1919 році став свідком як його батька застрелив поліцейський. Він емігрував до Сполучених Штатів у 1929 році, навчався в Гаррі Остріна Вольфсона в Гарварді і здобув докторський ступінь (що стосувався праць Філона Александрійського) в Університеті Брауна в 1935 році, став одним із перших нагороджених за юдаїку в американських наукових колах. У 1940 році на базі своєї кандидатської дисертації опублікував роботу «Філон і усний закон — філонічне тлумачення біблійного закону щодо палестинської галахи».
Пізніше він вступив на факультет коледжу «Єшива» в Нью-Йорку, де викладав грецьку мову. У 1940 році він став повним професором і того ж року був призначений деканом духовної семінарії рабина Ісаака Ельханана (RIETS). У 1943 році Белкін став президентом коледжу. Під його керівництвом установа розширилася і стала університетом «Єшива» в 1945 році. Бєлкін був провидцем, який перетворив заклад із невеликого коледжу та рабинської семінарії у значну інституцію високого рівня в галузі юдаїки, природничих і соціальних наук, а також гуманітарних наук. За його президентства був відкритий медичний коледж Альберта Ейнштейна як медична школа Університету «Єшива».
Як науковець він опублікував багато праць з єврейського права та елліністичної літератури. Його найбільш значущі опубліковані роботи — «Філон і усний закон» та «На його образі: єврейська філософія людини, виражена в рабинській традиції».
У своїй роботі «На його образ» доктор Белкін описав юдаїзм як демократичну теократію — теократію, оскільки перший принцип єврейської думки описує Царство Бога; і демократію, оскільки Письмовий та усний закон підкреслюють нескінченну цінність кожної людини.
Белкін пішов з посади президента університету в 1975 році.
Юридична школа імені Бенджаміна Н. Кардозо щороку присуджує нагороду одному випускнику юридичного факультету на честь доктора Белкіна. Нагородою відзначається студент, який є прикладом поєднання передового досвіду в керівництві, вченості та винятковому внеску у зростання та розвиток юридичної школи. Серед попередніх лауреатів премії доктора Семюела Белкіна:
- 1986 — Марлен Бестерман (англ. Marlene Besterman)
- 1994 — Френк М. Еспозіто (англ. Frank M. Esposito)
- 1995 — Магда М. Хіменес (англ. Magda M. Jimenez)
- 1996 — Томас Гардінг (англ. Thomas Harding)
- 2000 — Всеволод «Стів» Маскін (англ. Vsevolod "Steve" Maskin)
- 2001 — Алан Готтхелф (англ. Alan Gotthelf)
- 2005 — Брендін С. Воррен (англ. Brandyne S. Warren)
- 2007 — Кімберлі Н. Грант (англ. Kimberly N. Grant)
- 2008 — Меган ДюПюї Маурус (англ. Meghan DuPuis Maurus)
- 2013 — Джил Саймон (англ. Jil Simon)
- 2016 — Франческа Ребекка Акочелла (англ. Francesca Rebecca Acocella)

Белкін помер у 1976 році в Нью-Йорку після хвороби. Йому було 64 роки.